# Sun Liang
Sun Liang (243-260) Troisième fils à être choisi pour succéder à son père Sun Quan, Sun Liang n'est encore qu'un enfant lorsqu'il monte sur le trône. C'est donc tout naturellement qu'il est placé sous la tutelle de Zhuge Luo, lequel s'impose comme général et Premier Ministre exemplaire. Mais il est défié par Sun Jun, qui revendique le droit de régner de par son nom. Il parvient à faire destituer Zhuge Luo, puis, il organise le meurtre de l'ancien Premier Ministre. Sun Jun devient alors Conseiller-Général auprès de l'Empereur.
Cependant, peu de temps après, Sun Jun tombe étrangement malade et finit par mourir. Son parent, Sun Chen, réclame sa place et devient le nouveau Conseiller-Général. Néanmoins, Sun Liang se lasse rapidement du comportement de son Conseiller et organise son meurtre. Mais ses plans sont découverts et il est contraint d'abdiquer. Le Mandat Impérial revient alors au sixième fils de Sun Quan, Sun Xiu.